# Emsworth
Emsworth ist eine Stadt im District Havant in der Grafschaft Hampshire, England. Emsworth ist 35,7 km von Winchester entfernt. Im Jahr 2022 hatte es 13208 Einwohner.

## Persönlichkeiten
- Tony Hoar (1932–2019), Radrennfahrer
- Hugh Gilbert (* 1952), Benediktiner, Bischof von Aberdeen
- Billy Eames (* 1957), Fußballspieler
- Joel Ward (* 1989), Fußballspieler